# Krimoorlog

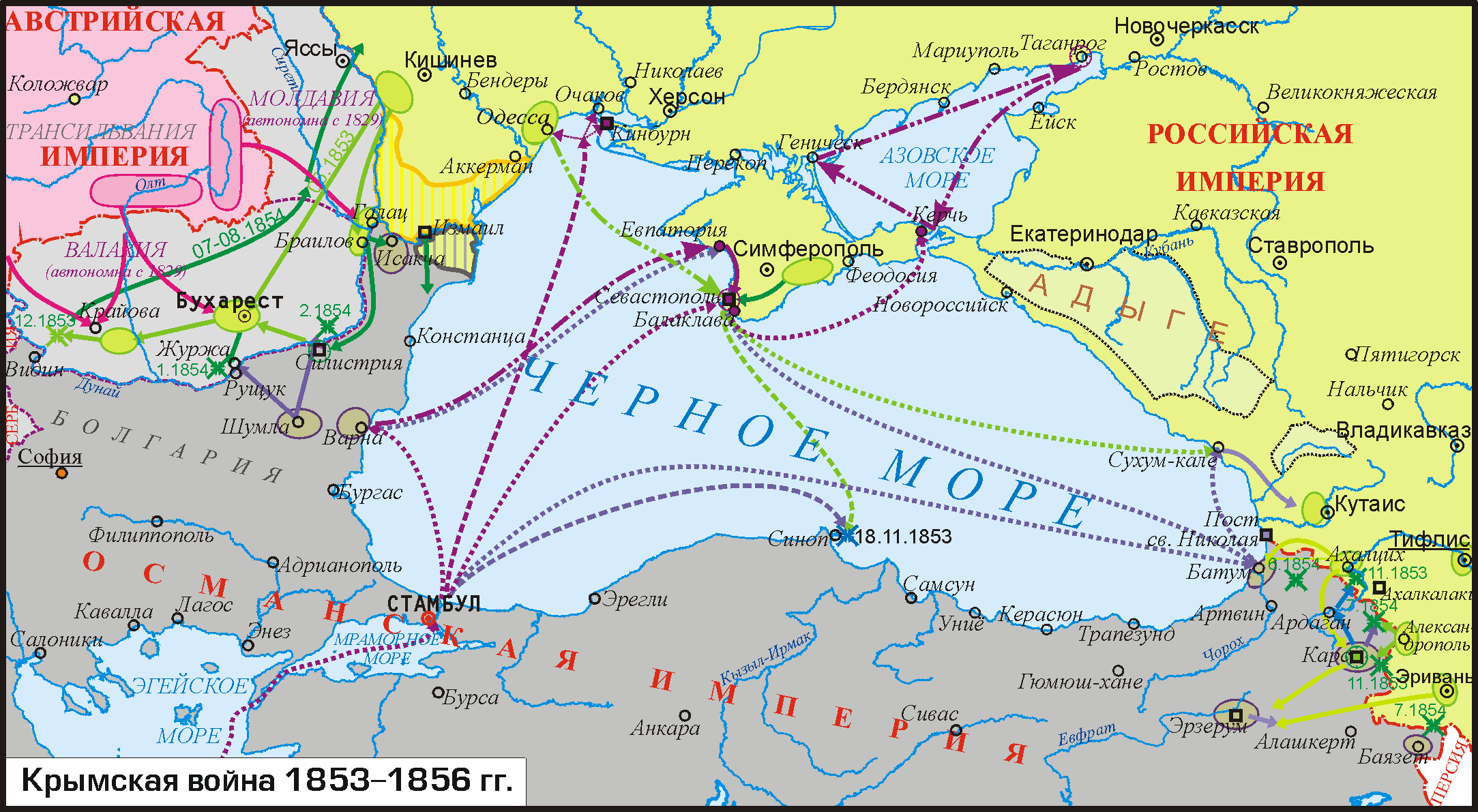
Kaart van de Krimoorlog (in het Russisch), Черное Море = Zwarte Zee, Российская Империя = keizerrijk Rusland (geel), Австрийская Империя = keizerrijk Oostenrijk (roze), Османская Империя = Ottomaanse Rijk (donkergrijs)

De Krimoorlog (4/(16) oktober 1853 – 13/(25) februari 1856) was een conflict, uitgevochten tussen het keizerrijk Rusland en een alliantie van het Tweede Franse Keizerrijk, het Britse Rijk, het Ottomaanse Rijk en het koninkrijk Sardinië. De oorlog maakte deel uit van de langlopende strijd tussen de Europese grootmachten om invloed op grondgebied van het in verval rakende Ottomaanse Rijk uit te oefenen. Het conflict vond grotendeels plaats op de Krim, maar er waren ook kleinere campagnes in Westelijk Anatolië, de Kaukasus, de Oostzee, de Grote Oceaan en de Witte Zee.
De oorlog heeft verschillende namen. In Rusland staat de oorlog ook bekend als de Oosterse Oorlog (Russisch: Восточная война, Vostotsjnaja vojna) en in Groot-Brittannië wordt hij soms ook wel de Russische Oorlog genoemd.
De Krimoorlog staat bekend om de logistieke en tactische fouten tijdens de landcampagne aan beide zijden, maar leidde uiteindelijk tot de nederlaag van Rusland en in 1856 tot de Vrede van Parijs. Ook maritiem was het een succes voor de geallieerden: de meeste schepen van de Russische Marine werden in de Zwarte Zee verslagen. Het conflict wordt soms beschouwd als een van de eerste 'moderne' oorlogen. Technische veranderingen die toen werden ingevoerd zouden de toekomstige wijze van oorlogsvoering mede gaan bepalen, inclusief het tactische gebruik van spoorwegen en de telegraaf. Het conflict is ook bekend door het werk van Florence Nightingale en Mary Seacole, die voortrekkers waren op het vlak van moderne verpleging: de zorg voor gewonde Britse soldaten. De Parijse Zusters van Liefde deden hetzelfde aan Franse kant.
Het conflict was een van de eerste oorlogen die op grote schaal werden vastgelegd in geschreven rapporten en foto's, onder meer door William Russell (voor The Times) en Roger Fenton. Het thuisfront bleef, voor het eerst in de geschiedenis, via de kranten op de hoogte van de dagelijkse realiteit van de oorlog.

## Oorzaken van de oorlog
- De nieuwe zelfgekroonde Franse keizer Napoleon III wilde de katholieke belangen in het Heilige Land veilig stellen, met name de heilige plaatsen in Jeruzalem, die toen beheerd werden door de Turkse sultan Abdülmecit. Het achterliggende motief was echter economisch van aard. Er waren al plannen in de maak voor de aanleg van het Suezkanaal. Frankrijk vreesde dat de positie van het Turkse Rijk als belangrijke handelspartner in het gedrang kwam als de Russen er de scepter zouden zwaaien.
- Groot-Brittannië had eveneens economische motieven om in deze oorlog partij te kiezen voor het Ottomaanse Rijk. Russische machtsuitbreiding in het Zwarte Zeegebied zou de toegang tot de Britse koloniën in gevaar kunnen brengen.
- Tsaar Nicolaas I van Rusland wierp zich op als verdediger van het orthodoxe geloof en wilde met name de orthodoxe minderheid, die aldaar onder Turkse heerschappij leefde, beschermen. Nicolaas' achterliggende motief was eveneens economisch van aard: gebiedsuitbreiding naar de warme wateren - met als kers op de taart de verovering van Istanboel, het vroegere Constantinopel, de bakermat van het Russisch-orthodoxe geloof. Ook zou Rusland zo controle verkrijgen over de Bosporus.

## De aanleiding

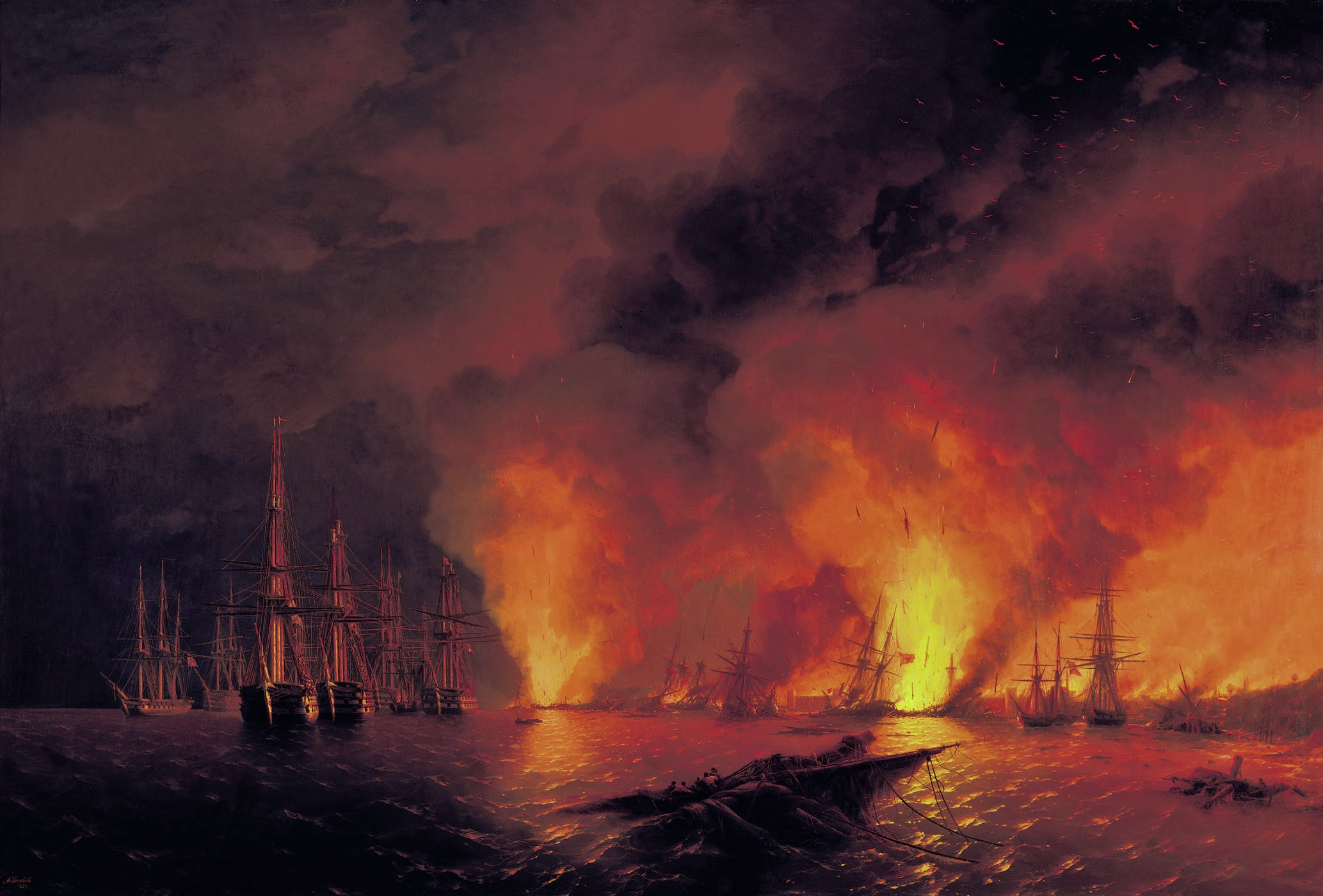
De Russen versloegen de Ottomanen in de Slag bij Sinop.

Rusland had een geschil met de Turkse sultan over het beschermheerschap van een aantal heilige plaatsen in Palestina en viel in juli 1853 toenmalig Turks grondgebied rondom de Donau binnen, namelijk Moldavië en Walachije. In oktober 1853 volgde, na enige aarzeling, de oorlogsverklaring van de Ottomanen, die intussen de belofte van steun hadden gekregen van Frankrijk en Groot-Brittannië.
Frankrijk had hier tevens aandeel in, doordat tsaar Nicolaas I de Franse keizer Napoleon III beledigde en zijn keizerschap betwijfelde. Het was dus niet alleen een oorlog van militaire belangen, maar ook een van prestige.
In november 1853 vernietigde de Keizerlijke Russische Marine onder admiraal Pavel Nachimov de Turkse vloot in de Slag bij Sinop. Daarop kreeg het Ottomaanse Rijk op 28 maart 1854 steun van de Britten en de Fransen, die beducht waren voor Russische invloed in de Middellandse Zee. Rusland heeft altijd gestreefd naar ijsvrije havens, om zo het gehele jaar door over bereikbare havens te kunnen beschikken. Ook het keizerrijk Oostenrijk dreigde aan de oorlog deel te nemen. Daarop trok de tsaar zijn troepen uit de bezette gebieden terug, die prompt (augustus) door de Oostenrijkers overgenomen werden. Het toenmalige koninkrijk Sardinië besloot in januari 1855 ook deel te nemen.

## De strijd

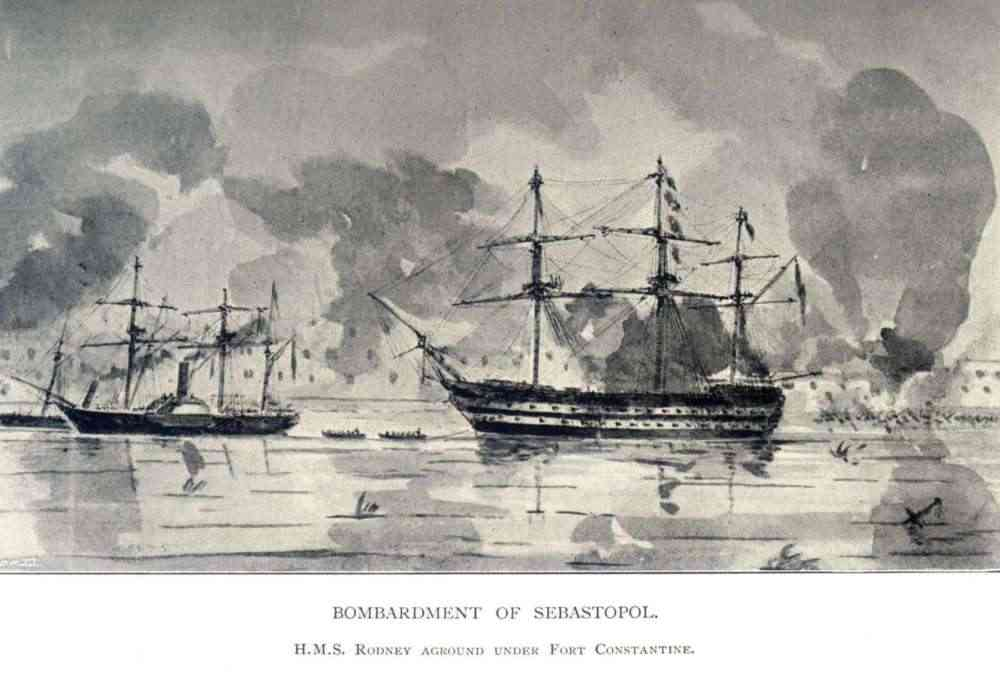
HMS Rodney beschiet Sebastopol.

De Turken kregen steun tegen de Russen van het Verenigd Koninkrijk, Frankrijk, en – wat verlaat – Savoye en het Koninkrijk Sardinië, waar de Italiaanse nationalist Camillo Benso di Cavour aandacht wilde vestigen op het naar eenheid strevende Italië. Vele Polen en Hongaren dienden als officier in het Turkse leger. De strijd speelde zich vooral af op en rond het schiereiland van de Krim tussen september 1854 en november 1855.
Groot-Brittannië en Frankrijk waren in staat om in korte tijd een leger op de been te brengen en te financieren. Begin juni 1854 landden de Britten en Fransen bij Varna om te beletten dat de Russen zouden oprukken naar Istanbul De Russen waren voorafgaand Moldavië en Walachije doorgetrokken en vochten tegen de Turken aan het Donaufront. De Russische generaal Paskevitsj had Silistra vergeefs proberen in te nemen met een beleg en kreeg bevel terug te trekken vanwege Oostenrijkse dreiging om mee te doen aan de oorlog. Eind juni was Varna een groot militair kamp met 15.000 Britse soldaten, 34.000 Fransen en 8500 Turken en Egyptenaren. Tijdens hun verblijf rond Varna overleden veel soldaten aan de cholera en andere besmettelijke ziekten.
Hoewel de aanleiding van de oorlog inmiddels niet meer bestond, wilden Groot-Brittannië en Frankrijk de Russen een beslissende slag toebrengen in de Krim met de bedoeling de Krim onder Turks gezag te brengen. De troepen in Varna werden ingescheept en op 14 september 1854 landden zij zonder veel tegenstand bij Jevpatorija. Veldslagen leverden geen winnaar op, zodat deze geallieerden besloten tot belegering van de Russische marinehaven Sebastopol. Sebastopol was de voornaamste haven van de Russische vloot in de Zwarte Zee. Bijna een jaar verbleven Franse en Britse legers in loopgraven voor de stad. In september 1855 werd Sebastopol na zware strijd ingenomen.
Groot-Brittannië maakte gebruik van zijn maritieme macht om de Russische havens aan de Oostzee en de Zwarte Zee te blokkeren. In het begin van de oorlog versloeg Rusland de Turkse vloot en bezette gebieden aan de noordzijde van de Donau. Dat betekende voor Rusland een westwaartse gebiedsuitbreiding. Deze machtsuitbreiding werd in 1854 alweer ongedaan gemaakt omdat Oostenrijk, zonder oorlogsverklaring, de Russen tot terugtrekking dwong en zelf de controle over dit gebied overnam. Een Britse vloot, onder bevel van viceadmiraal Charles Napier, voer in maart 1854 naar de Oostzee. Het doel was de Russische vloot in Reval te vernietigen. De Russische oorlogsschepen hadden deze marinehaven reeds verlaten, maar de Britse schepen blokkeerden de toegangen naar Rusland en brachten zo de Russische economie zware schade toe. In de zomer van 1854 vielen ze succesvol Bomarsund aan, na een korte slag vielen het eiland en 2255 krijgsgevangen in handen van de geallieerden. Een jaar later bombardeerde de geallieerde vloot de vesting Sveaborg, gelegen aan de toegang tot Helsinki. Hierbij vielen ruim 100 doden aan Russische zijde, er was veel schade maar de vesting werd niet ingenomen. De geallieerden leden geen verliezen want de schepen bleven buiten bereik van de Russische kanonnen. Na de val van Sebastopol in september 1855 was Rusland nog steeds niet genegen tot vredesgesprekken, de Britten besloten in het najaar van 1855 de druk op te voeren door een grote vloot te bouwen om Kronstadt en Sint-Petersburg te bestoken. Dit in navolging op de geslaagde actie bij Sveaborg. De vloot zou in mei 1856 gereed zijn om de aanval te openen. Deze dreiging was voldoende om de Russen aan de onderhandelingstafel te krijgen.
Door de korte duur van de oorlog was er geen zware economische belasting voor de geallieerden, maar wel voor Rusland.

## Vrede van Parijs
In 1855 werd een Frans vredesinitiatief positief bevonden door Rusland, onder meer omwille van een troonswisseling met de nieuwe tsaar Alexander II van Rusland. Napoleon III slaagde erin de partijen in Parijs aan tafel te krijgen en op 30 maart 1856 werd daar de Vrede van Parijs gesloten.
Het vredesverdrag betekende een zware slag voor de prestige van Rusland. De Zwarte Zee werd gesloten voor oorlogsschepen, Rusland mocht langs de kusten geen oorlogshavens meer bouwen en diende zijn Zwarte Zeevloot te ontmantelen. Frankrijk nam van Rusland de rol over om de christenen in het Ottomaanse Rijk te beschermen. Moldavië en Walachije bleven onder nominaal bestuur van het Ottomaanse Rijk, maar kregen eigen grondwetten en nationale volksvertegenwoordigingen en Servië kreeg grotere autonomie. Deze drie gebieden kwamen onder controle van de Europese machten.

## Gevolgen van de Krimoorlog

### Gevolgen op korte termijn

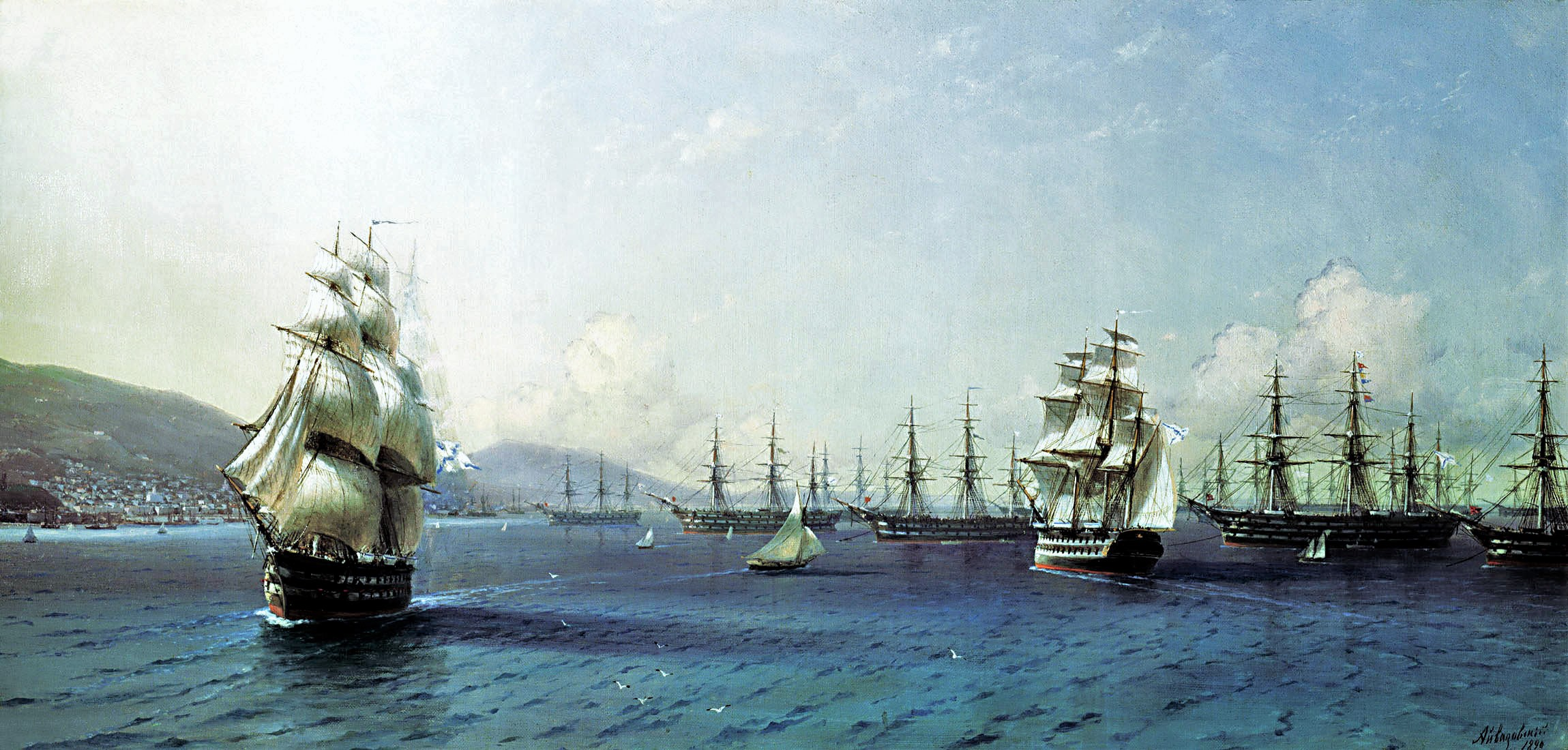
De Zwarte Zeevloot in de Baai van Theodosia

Tussen Rusland en Oostenrijk, met tegengestelde belangen op de Balkan, werd de Heilige Alliantie, een conservatief verbond dat was ontstaan toen ze in 1815 gezamenlijk optrokken tegen Napoleon, definitief verbroken. Tijdens het beleg van Sebastopol leed tsaar Nicolaas I zwaar onder het slechte verloop van de oorlog. Hij liep een longontsteking op doordat hij zijn gezondheid niet verzorgde en stierf kort daarop. Volgens sommige auteurs heeft hij zijn dood bewust gezocht.
De oorlog had als neveneffect dat tsaar Alexander II de bergbevolking in de Noordelijke Kaukasus (die de Turken had gesteund in de hoop de Russen te kunnen verdrijven uit hun gebied) probeerde te onderdrukken. De tsaar drong deze bergvolkeren een keuze op: of vertrekken uit de berggebieden naar de vlakten rond de rivier de Koeban, ten noordwesten van de Kaukasus, of emigratie naar het Ottomaanse Rijk. De islamitische bergbevolking koos daarop massaal voor emigratie naar Turkije. Onder andere via het toen door de Russen op de Turken heroverde Toeapse aan de noordkust van de Zwarte Zee, emigreerden tussen 1863 en 1865 naar schatting 500.000 mensen vaak onder dramatische omstandigheden naar Turkije. De tsaar stelde wel geld ter beschikking voor de emigranten, maar de schippers die de migranten vervoerden naar Turkije kregen hiervan het grootste deel, zodat er weinig overbleef. De snelle emigratie leidde ertoe dat de Russische functionarissen gingen vrezen dat de regio rond de Koeban geheel ontvolkt zou worden. De emigratie werd daarop weer verboden.

### Gevolgen op lange termijn
Door de Russische nederlaag wijzigden zich de geopolitieke verhoudingen ingrijpend:
- Frankrijk werd op het Europese continent de sterkste macht, doordat Duitsland nog geen eenheid was.
- Groot-Brittannië versterkte zijn aanwezigheid op de wereldzeeën. De Britse macht op zee strekte zich na de Krimoorlog uit tot de Zwarte Zee. De Britse regering erkende de noodzaak tot legerhervorming. De slecht geleide campagne toonde immers het failliet van de Britse adel als leidende klasse aan. De middenklasse, die zich in het conflict liet gelden, drong aan op hervorming in vredestijd van het oude systeem en kon politieke hervormingen doordrukken.
- Rusland verloor met deze vrede zijn op militaire kracht gebaseerde machtspositie in Europa. In deze oorlog bleek het weinig mobiele leger technisch ondermaats, slecht uitgerust en zwak georganiseerd. Rusland werd vernederd en vond dat het tekortschoot in het beschermen van zijn Slavische broedervolkeren in Oost-Europa. Dit verklaart de steun van Rusland aan Servië bij het eerste militair wereldomspannend conflict vanaf 1914 (zie Eerste Wereldoorlog).
- Het zwakke Turkse rijk was na deze oorlog meer en meer afhankelijk van de Europese grote mogendheden. Het gold als de 'zieke man van Europa'. In leidende Turkse kringen werd de discussie over hervorming van het bestuur en het land of de terugkeer naar een zuiver islamitisch bewind aangewakkerd.

## Bijzondere oorlogsomstandigheden

### Soldaten in de oorlog

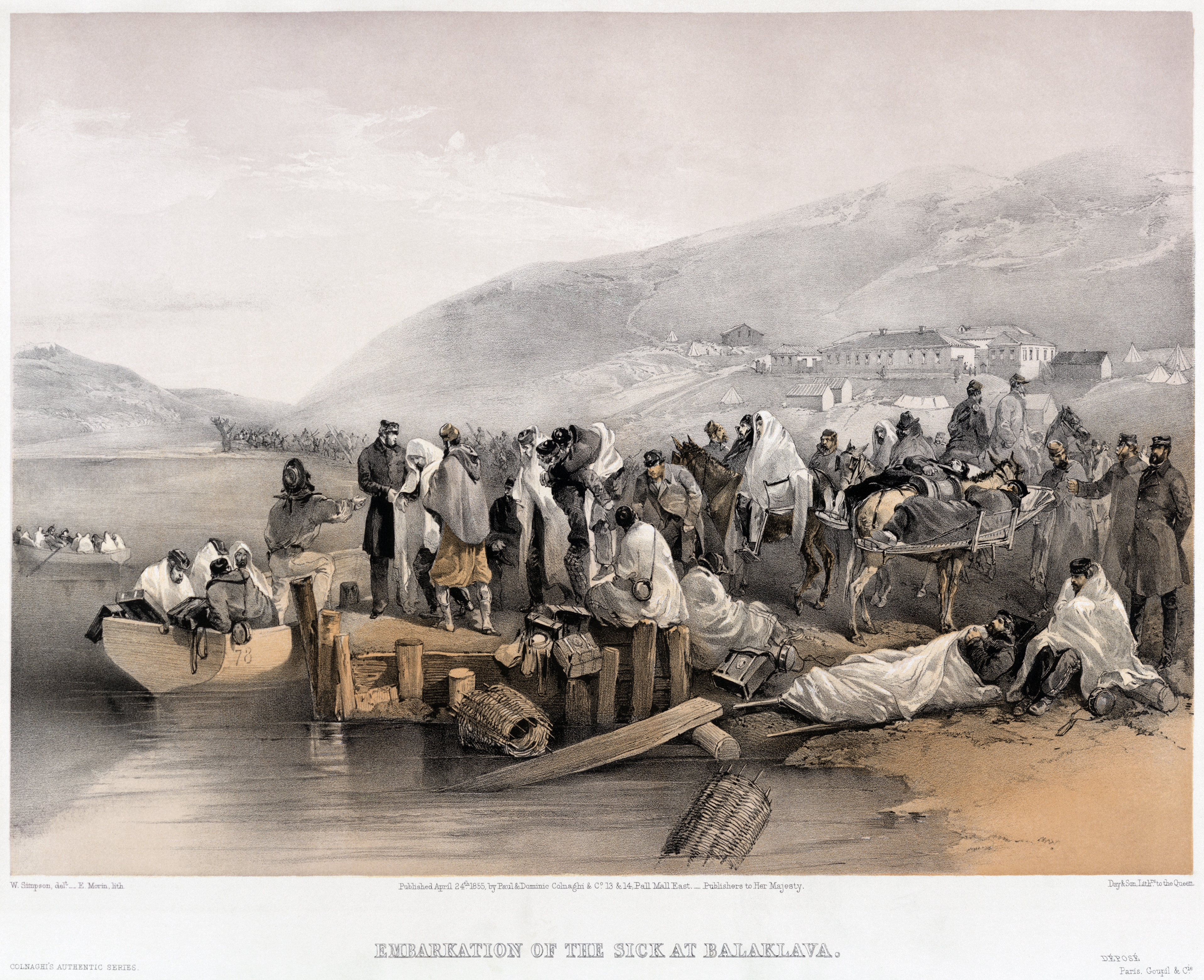
Zieken stappen te Balaklava in een boot.

De omstandigheden in het Britse leger waren slecht. Gebrekkige verzorging, slechte bevoorrading, kou en een cholera-epidemie kostten veel soldaten op de Krim het leven. Tot aan het einde van de negentiende eeuw was dit een algemeen verschijnsel. In een oorlog verloren meer mensen hun leven als gevolg van epidemieën dan als direct gevolg van oorlogshandelingen.
In het Britse leger bestond een groot verschil tussen de omstandigheden waarin de soldaten, en die waarin het officierskorps verkeerden. Officieren konden in adellijke stijl jachtpartijen en diners organiseren, de Britse soldaten hadden gebrek aan alles.
In het Franse leger waren de omstandigheden voor de soldaten gunstiger dan bij de Britten. Zo reisde de Franse topkok Alexis Soyer naar het front om er, aanvankelijk op eigen kosten, een degelijke veldkeuken te ontwerpen. Zijn in 1849 uitgevonden mobiele oven, de "magic stove", verrichtte daarbij goede diensten. De legerleiding werd enthousiast en nam Soyer tegen een officierswedde in dienst.
De medische voorzieningen voor de soldaten waren slecht, doordat zij geen gelijke tred hadden gehouden met de reorganisatie van de gezondheidszorg die in de burgermaatschappij inmiddels op gang was gekomen. Dit gold zeker voor het Britse leger. Toen de slechte medische verzorging door krantenberichten in Groot-Brittannië bekend werd en tot protesten leidde, reorganiseerde Florence Nightingale, op uitnodiging van het ministerie van oorlog, de medische zorg voor de soldaten. Vooral door te zorgen voor hygiëne en verbetering van de omstandigheden bereikte zij een grote verbetering van hun medische verzorging. Haar aanpak stond in het teken van de medische discussies in die tijd. In Groot-Brittannië startte zij een verpleegstersopleiding en er werd een Medical Army School opgericht. Zij vond, samen met vele, soms pacifistische medestanders, dat het leger zelf zijn soldaten moest verzorgen en medische bijstand moest verlenen. Dat idee werd niet in elke Europese staat geaccepteerd. Een discussie over regels voor oorlogvoering en de effecten daarvan op het leven van soldaten en burgers ontstond. Al snel werd duidelijk dat betere zorg voor gewonde dienstplichtige soldaten ook een gunstig effect had op de publieke opinie.

### Burgers en oorlog

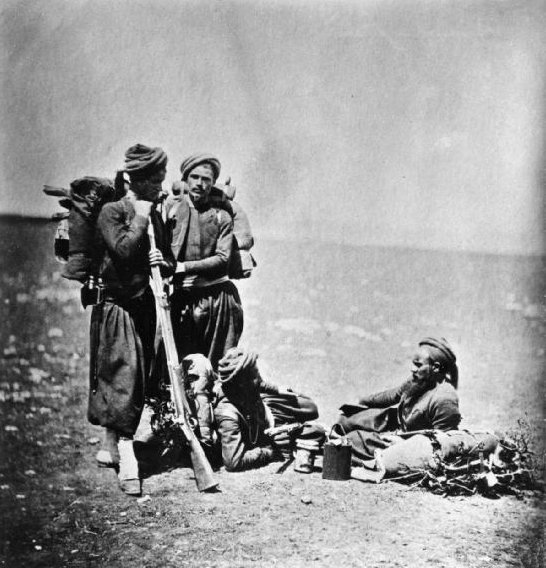
Franse Zouaves

In Frankrijk was het enthousiasme voor deelname aan de oorlog bij de bevolking niet groot, maar Napoleon III achtte zijn belangen in het Middellandse Zeegebied bedreigd. Keizerlijke plannen overwonnen de burgerlijke aarzeling tegen deze oorlog. In Rusland was het streven van tsaar Nicolaas I naar een positie als beschermheer van de (orthodoxe) christenen in het Turkse Rijk een belangrijk motief om ten oorlog te trekken. Gebruik van nieuwe communicatiemiddelen maakte het voor vorsten mogelijk zich actiever met de feitelijke oorlogvoering te bemoeien dan voorheen.
Groot-Brittannië achtte zijn koloniale belangen bedreigd door de Russische expansie. In deze staat werd de oorlog aanvankelijk gesteund door de bevolking, later niet meer.
Het optreden van Florence Nightingale gaf een impuls aan de opkomende vrouwenbeweging in Groot-Brittannië. Vrouwenarbeid in de medische zorg en onderwijs voor meisjes werden mede door de Krimoorlog in de klasse van de burgerij meer en meer geaccepteerd.

### Pers en propaganda
In de Engelse pers werd Rusland afgeschilderd als een bolwerk van reactie en conservatisme, tegenover Frankrijk en Groot-Brittannië als verdedigers van het liberale gedachtegoed. De nationalistische steun voor deze oorlog in deze eerste alliantie met Frankrijk sinds de Napoleontisch periode nam echter af toen oorlogscorrespondenten per telegraaf in korte tijd berichtten over de wantoestanden in de loopgraven van Sebastopol. Artikelen in de kranten kregen voor het eerst door fotografie extra kracht. De Britse krant The Times kan beschouwd worden als de eerste krant waarvan een oorlogscorrespondent de gruwelen van de oorlog onverbloemd beschreef. Fotografie ondersteunde de berichtgeving. In Groot-Brittannië werd in 1856 militaire censuur ingesteld om de verslaggeving over de oorlog te controleren.

### Aanwending nieuwe technieken

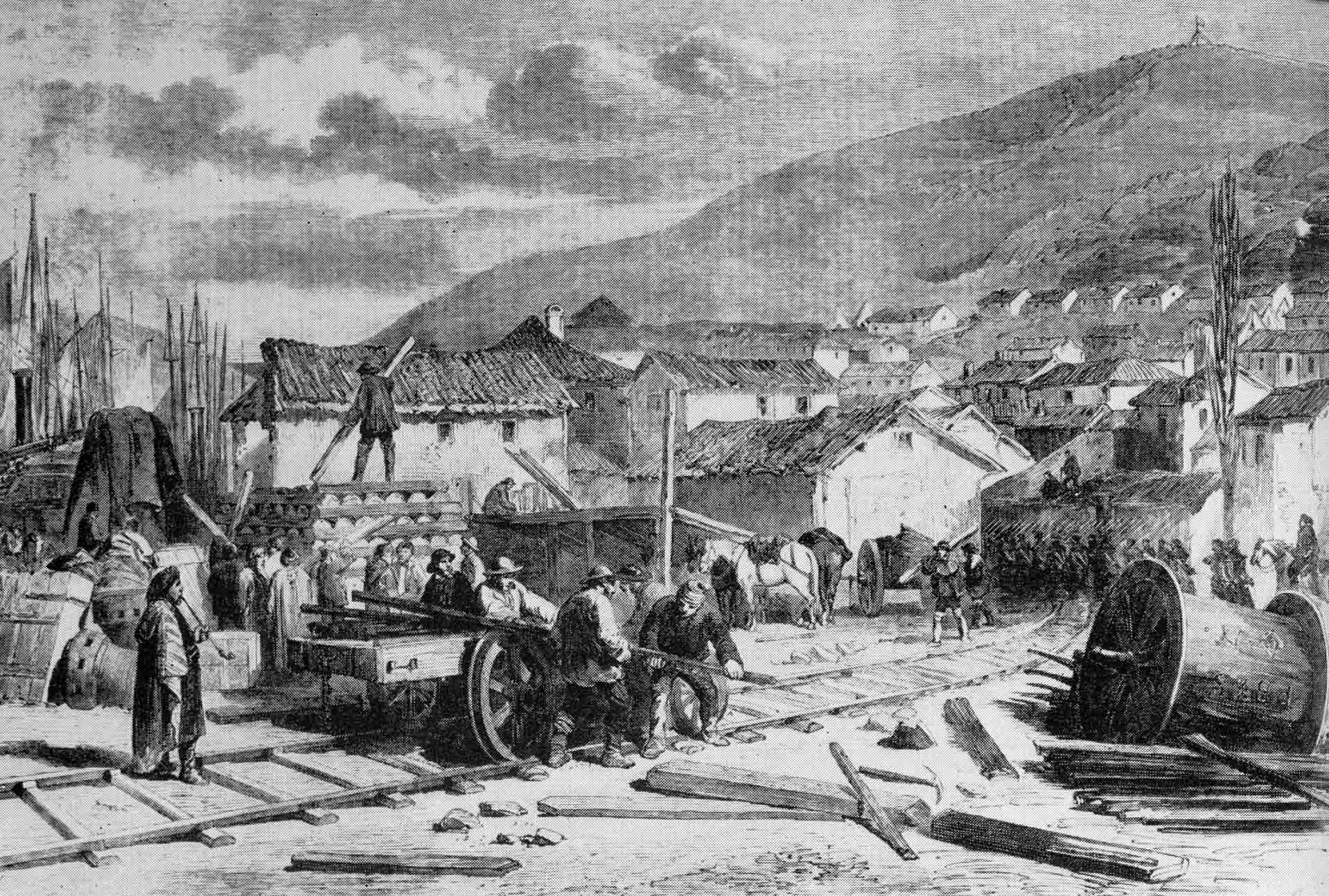
De spoorweg op de Krim

In deze oorlog werden voor het eerst nieuwe technologische producten, zoals fotografie, verderdragende vuurwapens, speciaal aangelegde spoorwegen en snelle communicatielijnen op grote schaal strategisch en bewust aangewend. Zij waren dan ook van doorslaggevend belang. Het Britse leger beschikte over de nieuwe Pattern 1853 Enfield geweren met gegroefde loop, die een groter bereik en meer trefzekerheid boden dan de Russische musketten met gladde loop. De Britten legden in 1855 de Grand Crimean Central Railway tussen Balaklava en Sebastopol aan, waardoor de bevoorrading van de troepen verzekerd werd en gewonde soldaten werden afgevoerd. In die zin kan men spreken van het eerste geïndustrialiseerde conflict waarvan de opgedane expertise aangewend werd in volgende oorlogen zoals de Amerikaanse Burgeroorlog, de Duitse Oorlog en vooral de Eerste Wereldoorlog.

## Wetenswaardig
De oorlog werd in Frankrijk en Engeland herdacht met medailles zoals de afgebeelde Krimmedaille en tal van monumenten. In Parijs werden de brug Pont de l'Alma en sommige van de grote nieuwe boulevards die door Haussmann werden aangelegd, genoemd naar het beleg van Sebastopol en de inname van het laatste Russische bolwerk in de Malakoff.
De Krimoorlog is bekend vanwege de rol van Florence Nightingale, Mary Seacole en Frances Margaret Taylor die de gevaren van het slagveld trotseerden om de soldaten medische hulp te bieden. In deze tijd was dat – zeker voor een vrouw – een ongehoorde zaak. Omdat ze vaak 's nachts met een lantaarn de ronde deed langs de gewonden en stervenden, werd Nightingale bekend als De dame met de lamp (The Lady with the Lamp). Deze hulpverlening leidde op lange termijn tot de invoering van nieuwe verpleegtechnieken.
Dit was tevens de eerste oorlog waarin oorlogscorrespondenten zoals William Howard Russell en correspondenten van The Times, gebruik maakten van de telegraaf, waardoor het thuisfront veel sneller dan ooit tevoren op de hoogte kon worden gebracht van de ontwikkelingen op het slagveld. Ze maakten ook melding van mensonterende omstandigheden van de zieke en gewonde Britse soldaten waardoor er kritiek kwam op de campagne. Op 29 januari 1855 werd in het Britse Lagerhuis met een grote meerderheid een motie aangenomen waarin het instellen werd geëist van een onderzoekscommissie met betrekking tot de oorlogvoering op de Krim. De premier Lord Aberdeen vatte dit op als een motie van wantrouwen en trad af. De veteraan-politicus Lord Palmerston volgde hem op.
De schrijver Lev Tolstoj bevond zich onder de Russische troepen. In zijn dagboeken wordt daardoor de nodige aandacht besteed aan wat er aan de Russische kant van het front gebeurde.
Tijdens deze oorlog werd tijdens de Slag bij Balaklava de beroemde Charge van de Lichte Brigade uitgevoerd, in de krijgsgeschiedenis een voorbeeld van nutteloze moed en zelfopoffering; de Engelse dichter Alfred Tennyson schreef er een klassiek geworden gedicht over.

## Algemene reflectie op deze oorlog
De Russische nederlaag zorgde voor een plotse wijziging in de toen heersende geopolitieke verhoudingen met grote politieke, economische en maatschappelijke gevolgen voor de betrokken partijen. In de Krimoorlog werden nieuwe (militaire) technieken voor het eerst op grote schaal getest en toegepast in latere conflicten (Amerikaanse Burgeroorlog, Duitse Oorlog, Eerste Wereldoorlog), net zoals later de nationaalsocialisten de Spaanse Burgeroorlog aanwendden als proeftuin voor militaire operaties in de Tweede Wereldoorlog. Door de realistische oorlogsverslaggeving werd het Britse thuisfront meer dan ooit te voren betrokken bij het conflict, net zoals in de jaren zestig van de 20e eeuw via tv-beelden de Amerikaanse burger getuige werd van de Vietnamoorlog en daardoor de beëindiging van het conflict in de hand werkte.